# (32259) 2000 OT53
2000 OT53 (asteroide 32259) é um asteroide da cintura principal. Possui uma excentricidade de 0.13430230 e uma inclinação de 14.49836º.
Este asteroide foi descoberto no dia 30 de julho de 2000 por LINEAR em Socorro.